# Uxem
Uxem é uma comuna francesa na região administrativa de Altos da França, no departamento do Norte. Estende-se por uma área de 8.27 km². Em 2010 a comuna tinha 1 445 habitantes (densidade: 174,7 hab./km²).